# Mushibugyō
Mushibugyō (ムシブギョー) là loạt manga được viết và thực hiện bởi Fukuda Hiroshi. Tác phẩm đã đăng trên tạp chí truyện tranh dành cho shōnen là Shōnen Sunday Super của Shogakukan từ tháng 9 năm 2009 đến tháng 10 năm 2010. Lấy bối cảnh ở một thời kỳ samurai quân chủ viễn tưởng tại Nhật Bản, cốt truyện xoay quanh Tsukishima Jinbei người lên thành phố với ý định tìm, thách đấu và học hỏi những samurai giỏi hơn mình đã tham gia vào nhóm có tên Mushibugyou chuyên chống lại các loại côn trùng khổng lồ gọi là Mushi vốn đã bắt đầu tấn công con người từ hơn 100 năm đang có ý định xâm chiếm và phá hủy thành phố.
Bộ manga thứ hai có tựa Jōjū Senjin!! Mushibugyō (常住戦陣!!ムシブギョー, じょうじゅうせんじん ムシブギョー) đã bắt đầu đăng trên tạp chí Shōnen Sunday hàng tuần cũng của Shogakukan từ tháng 1 năm 2011. Loạt manga cũng đã được chuyển thể thành các loại hình truyền thông khác như anime và trò chơi điện tử. Seven Arcs đã thực hiện chuyển thể anime và phát sóng tại Nhật Bản từ ngày 08 tháng 4 đến ngày 30 tháng 9 năm 2013 trên kênh TV Tokyo.

## Truyền thông

### Manga
Tác phẩm được viết và thực hiện bởi Fukuda Hiroshi và đăng trên tạp chí truyện tranh dành cho shōnen là Shōnen Sunday Super của Shogakukan từ tháng 9 năm 2009 đến tháng 10 năm 2010. Các chương sau đó đã được tập hợp lại và phát hành thành 3 tankōbon. Tong Li Publishing đã đăng ký bản quyền để phát hành tại Đài Loan.
Bộ thứ hai có tên Jōjū Senjin!! Mushibugyō (常住戦陣!!ムシブギョー, じょうじゅうせんじん ムシブギョー) đã bắt đầu đăng trên tạp chí Weekly Shōnen Sunday cũng của Shogakukan từ tháng 1 năm 2011. Đây không hẳn chỉ là bộ nối tiếp bộ đầu mà là làm lại, mở rộng và nối tiếp với cốt truyện được chỉnh sửa và mở rộng ra rất nhiều. Các chương sau đó cũng đã được tập tập hợp lại để phát hành thành các tankōbon, tính đến ngày 17 tháng 4 năm 2015 thì đã có 18 tập được phát hành. Akata/Delcourt đã đăng ký bản quyền để phát hành tại Pháp và Tong Li Publishing đăng ký tại Đài Loan.

### Anime
Seven Arcs đã thực hiện chuyển thể anime với sự đạo diễn của Hamana Takayuki và phát sóng tại Nhật Bản từ ngày 08 tháng 4 đến ngày 30 tháng 9 năm 2013 với 26 tập trên kênh TV Tokyo. Animax Asia đã phát sóng bộ anime trên toàn bộ hệ thống của mình ở khu vực Đông Nam Á và Nam Á.
Một tập OVA cũng đã được thực hiện để đính kèm với phiên bản giới hạn tập 15 của bộ manga thứ hai phát hành vào ngày 18 tháng 7 năm 2014.

### Trò chơi điện tử
Mobage đã phát triển một trò chơi nối mạng xã hội dựa trên tác phẩm này và bắt đầu cho máy chủ hoạt động vào ngày 28 tháng 6 năm 2013.
Namco Bandai Games đã phát triển và phát hành một chuyển thể trò chơi điện tử cho hệ Nintendo 3DS thuộc thể loai hành động nhập vai vào ngày 19 tháng 9 năm 2013. Người chơi sẽ vào vai các nhân vật khác nhau trong đó có Jinbei chống lại các đợt tấn công của đàn côn trùng khổng lồ để bảo vệ thành phố.

### Âm nhạc
Bộ anime có 4 bài hát chủ đề, 2 mở đầu và 2 kết thúc. bài hát mở đầu thứ nhất có tên Tomo yo (友よ) do Gagaga SP trình bày, đĩa đơn chứa bài hát đã phát hành vào ngày 22 tháng 5 năm 2013 với hai phiên bản trong đó một phiên bản đính kèm đĩa chứa đoạn phim trình bày nhạc phẩm. Bài hát mở đầu thứ hai là bài Denshin ∞ Unchained (伝心∞アンチェインド) do FREEDa'M trình bày, đĩa đơn chứa bài hát đã phát hành vào ngày 04 tháng 9 năm 2013 với hai phiên bản trong đó một phiên bản đính kèm đĩa chứa đoạn phim trình bày nhạc phẩm. Bài hát kết thúc thứ nhất có tên Ichizu (イチズ) do i☆Ris trình bày, đĩa đơn chứa bài hát đã phát hành vào ngày 22 tháng 5 năm 2013 với ba phiên bản, hai giới hạn và một bình thường hai phiên bản giới hạn có đính kèm đĩa chứa đoạn phim trình bày nhạc phẩm cùng mộ đoạn phim khác nhau còn phiên bản bình thường có nhiều bản nhạc hơn. Bài hát kết thúc thứ hai là bài Through All Eternity ~Enishi no Kizuna~ (Through All Eternity ～縁の絆～) do ayami trình bày, đĩa đơn chứa bài hát đã phát hành vào ngày 04 tháng 9 năm 2013 với hai phiên bản trong đó một phiên bản đính kèm đĩa chứa đoạn phim trình bày nhạc phẩm. Album chứa các bản nhạc dùng trong bộ anime đã phát hành vào ngày 21 tháng 2 năm 2014.
| Tomo yo (友よ)   | Tomo yo (友よ)                                                                           | Tomo yo (友よ) |
| STT              | Nhan đề                                                                                  | Thời lượng     |
| ---------------- | ---------------------------------------------------------------------------------------- | -------------- |
| 1.               | "Tomo yo (友よ)"                                                                         | 3:27           |
| 2.               | "Aru Hitotsu no Ikiru Toiukoto (ある一つの生きるという事)"                               | 3:38           |
| 3.               | "Tomo yo (instrumental) (友よ (instrumental))"                                           | 3:27           |
| 4.               | "Aru Hitotsu no Ikiru Toiukoto (instrumental) (ある一つの生きるという事 (instrumental))" | 3:37           |
| Tổng thời lượng: | Tổng thời lượng:                                                                         | 14:11          |

| Denshin ∞ Unchained (伝心∞アンチェインド) | Denshin ∞ Unchained (伝心∞アンチェインド)                                   | Denshin ∞ Unchained (伝心∞アンチェインド) |
| STT                                       | Nhan đề                                                                     | Thời lượng                                |
| ----------------------------------------- | --------------------------------------------------------------------------- | ----------------------------------------- |
| 1.                                        | "Denshin ∞ Unchained (伝心∞アンチェインド)"                                 | 4:02                                      |
| 2.                                        | "↑DOWN↑"                                                                    | 3:50                                      |
| 3.                                        | "Denshin ∞ Unchained (without Vocal) (伝心∞アンチェインド (without Vocal))" | 4:02                                      |
| 4.                                        | "↑DOWN↑ (without Vocal)"                                                    | 3:48                                      |
| Tổng thời lượng:                          | Tổng thời lượng:                                                            | 15:44                                     |

| Ichizu (イチズ)  | Ichizu (イチズ)                                 | Ichizu (イチズ) |
| STT              | Nhan đề                                         | Thời lượng      |
| ---------------- | ----------------------------------------------- | --------------- |
| 1.               | "Ichizu (イチズ)"                               | 3:59            |
| 2.               | "i☆Doloid"                                      | 4:36            |
| 3.               | "Ichizu (Instrumental) (イチズ (Instrumental))" | 3:59            |
| 4.               | "i☆Doloid (Instrumental)"                       | 4:33            |
| Tổng thời lượng: | Tổng thời lượng:                                | 17:09           |

| Ichizu (イチズ)  | Ichizu (イチズ)                                 | Ichizu (イチズ) |
| STT              | Nhan đề                                         | Thời lượng      |
| ---------------- | ----------------------------------------------- | --------------- |
| 1.               | "Ichizu (イチズ)"                               | 3:59            |
| 2.               | "i☆Doloid"                                      | 4:36            |
| 3.               | "Get Over"                                      | 5:13            |
| 4.               | "Ichizu (Instrumental) (イチズ (Instrumental))" | 3:59            |
| 5.               | "i☆Doloid (Instrumental)"                       | 4:36            |
| 6.               | "Get Over (Instrumental)"                       | 5:10            |
| Tổng thời lượng: | Tổng thời lượng:                                | 27:35           |

| Through All Eternity ~Enishi no Kizuna~ (Through All Eternity ～縁の絆～) | Through All Eternity ~Enishi no Kizuna~ (Through All Eternity ～縁の絆～)                                 | Through All Eternity ~Enishi no Kizuna~ (Through All Eternity ～縁の絆～) |
| STT                                                                       | Nhan đề                                                                                                   | Thời lượng                                                                |
| ------------------------------------------------------------------------- | --- | ------------------------------------------------------------------------- |
| 1.                                                                        | "Through All Eternity ~Enishi no Kizuna~ (Through All Eternity ～縁の絆～)"                               | 3:37                                                                      |
| 2.                                                                        | "Good Bye! My Surrender"                                                                                  | 4:21                                                                      |
| 3.                                                                        | "Through All Eternity ~Enishi no Kizuna~ (Instrumental) (Through All Eternity ～縁の絆～ (Instrumental))" | 3:37                                                                      |
| 4.                                                                        | "Good Bye! My Surrender (Instrumental)"                                                                   | 4:23                                                                      |
| Tổng thời lượng:                                                          | Tổng thời lượng:                                                                                          | 15:59                                                                     |

| Mushibugyo Original Soundtrack Joujuu Onjin (ムシブギョー オリジナル・サウンドトラック 常住音陣) | Mushibugyo Original Soundtrack Joujuu Onjin (ムシブギョー オリジナル・サウンドトラック 常住音陣) | Mushibugyo Original Soundtrack Joujuu Onjin (ムシブギョー オリジナル・サウンドトラック 常住音陣) |
| STT                                                                                              | Nhan đề                                                                                          | Thời lượng                                                                                       |
| ------------------------------------------------------------------------------------------------ | ------------------------------------------------------------------------------------------------ | ------------------------------------------------------------------------------------------------ |
| 1.                                                                                               | "Subtitle Sono 1 (サブタイトルその1)"                                                            | 0:09                                                                                             |
| 2.                                                                                               | "Shunkashuutou, Hana no Oedo wa Nihonbare (春夏秋冬 花のお江戸は日本晴れ)"                       | 0:46                                                                                             |
| 3.                                                                                               | "Mugai no Theme (無涯のテーマ)"                                                                  | 3:10                                                                                             |
| 4.                                                                                               | "Odayaka na Nichijou (穏やかな日常)"                                                             | 1:19                                                                                             |
| 5.                                                                                               | "Fushin na Konseki (不信な痕跡)"                                                                 | 1:09                                                                                             |
| 6.                                                                                               | "Ayashige na Kage wo Oe (怪しげな影を追え)"                                                      | 1:34                                                                                             |
| 7.                                                                                               | "Mushi Taiji Kokoroe (蟲退治心得)"                                                               | 1:38                                                                                             |
| 8.                                                                                               | "Attouteki na Kyoufu (圧倒的な恐怖)"                                                             | 1:39                                                                                             |
| 9.                                                                                               | "Tsukishima Jinbei! Mairu! (月島仁兵衛!参る!)"                                                   | 1:21                                                                                             |
| 10.                                                                                              | "Iru beki Basho (居るべき場所)"                                                                  | 1:30                                                                                             |
| 11.                                                                                              | "Ichizu (イチズ)"                                                                                | 1:32                                                                                             |
| 12.                                                                                              | "Oedo wa Kyou mo Koto wa Nashi (お江戸は今日も事はなし)"                                         | 1:20                                                                                             |
| 13.                                                                                              | "Honey Trap (はにぃとらっぷ)"                                                                    | 0:18                                                                                             |
| 14.                                                                                              | "Nigiyaka na Doushin Nagaya (賑やかな同心長屋)"                                                  | 0:52                                                                                             |
| 15.                                                                                              | "Shinobiyoru Yami (忍び寄る闇)"                                                                  | 1:42                                                                                             |
| 16.                                                                                              | "Kurayami ni Ugomeku Mono (暗闇に蠢くもの)"                                                      | 1:38                                                                                             |
| 17.                                                                                              | "Gekitotsu (激突)"                                                                               | 1:14                                                                                             |
| 18.                                                                                              | "Jinbei no Bousou (仁兵衛の暴走)"                                                                | 2:16                                                                                             |
| 19.                                                                                              | "Jinbei no Kakusei (仁兵衛の覚醒)"                                                               | 1:25                                                                                             |
| 20.                                                                                              | "Tenma, Tousama to Kaasama e no Omoi (天間 父様と母様への思い)"                                  | 1:35                                                                                             |
| 21.                                                                                              | "Sono Omoi Uketomemashita! (その思い受け止めました!)"                                            | 1:12                                                                                             |
| 22.                                                                                              | "Bushi Myouri Koko ni Kiwamareri! (武士冥利ここに極まれり!)"                                     | 1:47                                                                                             |
| 23.                                                                                              | "Eyecatch (アイキャッチ)"                                                                        | 0:06                                                                                             |
| 24.                                                                                              | "Hibachi no Akogare (火鉢の憧れ)"                                                                | 1:10                                                                                             |
| 25.                                                                                              | "Mushibugyou, Hajimete no Kimochi (蟲奉行 初めての気持ち)"                                       | 1:42                                                                                             |
| 26.                                                                                              | "Tomo ni Sora wo Miagemashou zo! (共に空を見上げましょうぞ!)"                                    | 1:15                                                                                             |
| 27.                                                                                              | "Denshin∞Unchained (伝心∞アンチェインド)"                                                        | 1:32                                                                                             |
| 28.                                                                                              | "Kawaranu Hibi (変わらぬ日々)"                                                                   | 0:47                                                                                             |
| 29.                                                                                              | "Subtitle Sono 2 (サブタイトルその2)"                                                            | 0:10                                                                                             |
| 30.                                                                                              | "Otentosama Ohayou Gozaimasu! (お天道様おはようございます!)"                                     | 1:06                                                                                             |
| 31.                                                                                              | "Semarikuru Aku (迫り来る悪)"                                                                    | 1:17                                                                                             |
| 32.                                                                                              | "Mushikari Kyoushuu (蟲狩強襲)"                                                                  | 3:21                                                                                             |
| 33.                                                                                              | "Hibana Chiru Yaiba (火花散る刃)"                                                                | 1:53                                                                                             |
| 34.                                                                                              | "Seigi wa Ware ni Ari! (正義は我にあり!)"                                                        | 1:32                                                                                             |
| 35.                                                                                              | "Mushibugyousho Sanjou! (蟲奉行所参上!)"                                                         | 1:36                                                                                             |
| 36.                                                                                              | "Through All Eternity ~Enishi no Kizuna~ (Through All Eternity ～縁の絆～)"                      | 1:35                                                                                             |
| 37.                                                                                              | "Onore no Fugainasa wo Shiru (己の腑甲斐なさを知る)"                                             | 1:02                                                                                             |
| 38.                                                                                              | "Ushinatta Chikara (失った力)"                                                                   | 1:46                                                                                             |
| 39.                                                                                              | "Sanada Jukketsuchuu (真田十傑蟲)"                                                               | 2:08                                                                                             |
| 40.                                                                                              | "Sanada Yukimura, Hyakunen no Urami (真田幸村 百年の恨み)"                                       | 1:19                                                                                             |
| 41.                                                                                              | "Wakayama-jou no Kessen (和歌山城の決戦)"                                                        | 1:36                                                                                             |
| 42.                                                                                              | "Kuroki Chou, Shiroki Chou (黒き蝶 白き蝶)"                                                      | 2:32                                                                                             |
| 43.                                                                                              | "Kumikyoku Saishuusen (組曲 最終戦)"                                                             | 6:14                                                                                             |
| 44.                                                                                              | "Hoshi ga Taiyou ga Kagayaku Sora wo Miagete (星が太陽が輝く空を見上げて)"                       | 1:26                                                                                             |
| 45.                                                                                              | "Tomo yo (友よ)"                                                                                 | 1:30                                                                                             |
| Tổng thời lượng:                                                                                 | Tổng thời lượng:                                                                                 | 1:10:05                                                                                          |